# Gare d'Uckange
La gare d'Uckange est une gare ferroviaire française de la Ligne de Metz-Ville à Zoufftgen, située à proximité du centre-ville d'Uckange, dans le département de Moselle, en région Grand Est.
Elle est mise en service en 1854 par la Compagnie des chemins de fer de l'Est. C'est une halte voyageurs de la Société nationale des chemins de fer français (SNCF) desservie par des trains TER Grand Est.

## Situation ferroviaire
Établie à 156 mètres d'altitude, la gare d'Uckange est située au point kilométrique (PK) 181,881 de la ligne de Metz-Ville à Zoufftgen, entre les gares ouvertes d'Hagondange et de Thionville.

## Histoire
La station d'Uckange est mise en service sur la rive gauche de la Moselle le 16 septembre 1854 par la Compagnie des chemins de fer de l'Est lorsqu'elle ouvre à l'exploitation pour les voyageurs sa ligne de Metz à Thionville.

## Fréquentation
De 2015 à 2024, selon les estimations de la SNCF, la fréquentation annuelle de la gare s'élève aux nombres indiqués dans le tableau ci-dessous.
| Année                      | 2015    | 2016    | 2017    | 2018    | 2019    | 2020    | 2021    | 2022    | 2023    | 2024    |
| -------------------------- | ------- | ------- | ------- | ------- | ------- | ------- | ------- | ------- | ------- | ------- |
| Voyageurs                  | 233 101 | 323 709 | 397 491 | 414 838 | 494 204 | 331 562 | 455 181 | 686 225 | 743 560 | 813 782 |
| Voyageurs et non voyageurs | 237 858 | 330 316 | 405 603 | 423 304 | 504 289 | 338 328 | 464 471 | 700 230 | 758 735 | 830 389 |

## Service des voyageurs

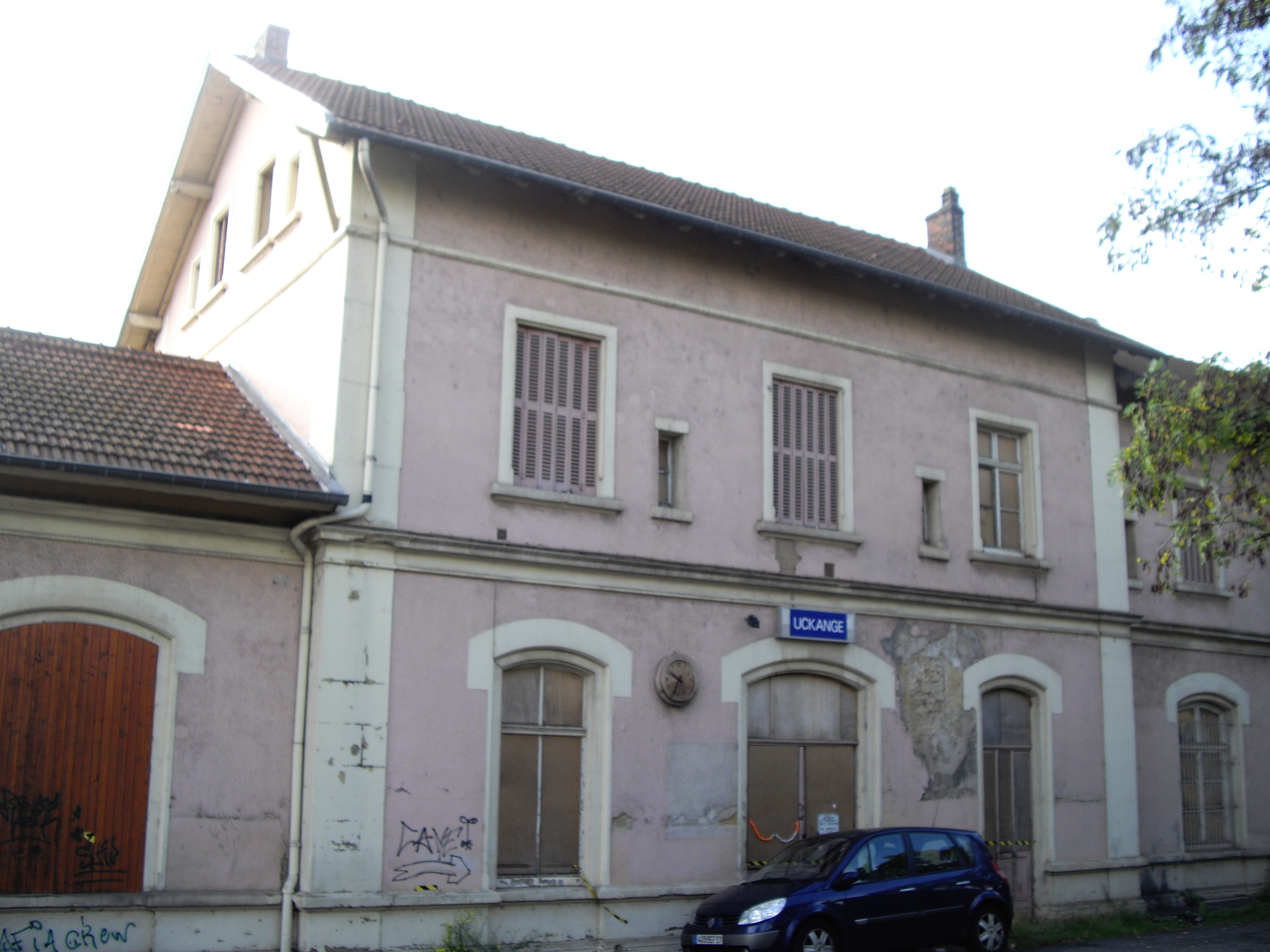
L'ancien bâtiment voyageurs près de l'entrée de la halte.

### Accueil
Halte SNCF, c'est un point d'arrêt non géré (PANG) à accès libre. Elle est équipée d'automates pour l'achat de titres de transport régionaux. Une passerelle permet la traversée des voies et le passage d'un quai à l'autre.

### Desserte
Uckange est desservie par des trains TER Grand Est qui effectuent des missions entre les gares : de Nancy-Ville, ou de Metz-Ville,  et de Thionville ou de Luxembourg ; de Metz-Ville et Hettange-Grande.

### Intermodalité
Un parking pour les véhicules y est aménagé. 

## Patrimoine ferroviaire
Dans le cadre de la rénovation de la gare et de ses abords, pendant les années 2010, le bâtiment voyageurs, inutilisé, a été en grande partie démoli. Une petite aile a été conservée et évidée afin d'être transformée en abri de quai. Cet abri est flanqué de répliques d'anciens auvents métalliques.